# 子宮頸部異形成
子宮頸部異形成（しきゅうけいぶいけいせい）は、子宮頸部上皮内腫瘍（Cervical intraepithelial neoplasia, CIN）としても知られていて、潜在的に子宮頸がんにつながる可能性がある子宮頸部表面の細胞の異常増殖。より具体的には、CINは、子宮頸部の細胞の潜在的な前癌性の形質転換を指す。
CINは、最も一般的には、子宮頸部の扁平上皮接合部、膣の扁平上皮と子宮頸部の柱状上皮との間の移行領域に生じる 。膣壁や外陰部上皮にも発生する可能性がある。CINは1-3のスケールで等級付けされ、3が最も異常である（下記の分類の節を参照）。
ヒトパピローマウイルス(HPV)感染症はCINの発症に必要だが、HPVに感染した女性すべてが子宮頸がんを発症するわけではない 。HPVに感染した女性の多くは、CINや子宮頸がんを発症することはない。通常、HPV感染は自然に治癒する。しかし、HPV感染が1-2年以上継続した場合、より高いグレードのCINを発症するリスクが高くなる 。
他の上皮性腫瘍と同様に、CINは悪性腫瘍ではなく、通常は治癒する。CINのほとんどの症例は、介入を必要とせずに安定しているか、またはヒトの免疫システムによって排除される。しかし、未治療のままにした場合、子宮頸がん、典型的には子宮頸部扁平上皮がん （SCC）に進行するケースがごくわずかに残る 。

## 徴候と症状
CINのみに特有の症状はない。
一般に、子宮頸がんの徴候と症状には以下のものがある： 
- 異常出血、閉経後出血
- 異常なおりもの
- 膀胱機能または腸機能の変化
- 検査時の骨盤痛
- 子宮頸部の外観や触診での異常

外陰部および膣のHPV感染は、尖圭コンジローマの原因となることもあれば、無症状であることもある。

## 原因
CINの原因は、HPVによる子宮頸部の慢性感染症、特に高リスクのHPV16型または18型による感染症である。高リスクHPV感染により、p53遺伝子およびRb遺伝子などの腫瘍抑制遺伝子を不活性化する能力を有し、したがって感染細胞がチェックされずに増殖し、連続的な突然変異を蓄積し、最終的にがんに至ることを可能にする。
女性のある集団は、CINを発症するリスクがより高いことがわかっている ：
- 16、18、31、または33型などのハイリスクタイプのHPV感染
- 免疫不全 （例： HIV感染）
- 食生活が悪い
- 複数の性交相手
- コンドーム使用の欠如
- 喫煙

さらに、多くの危険因子が、CIN3や上皮内がん（carcinoma in situ）を発症する可能性を高めることが示されている（下記参照）：
- 17歳以前に出産する女性
- 妊娠、出産の回数が多い女性

## 病態生理学

病変部医

CINの最も初期の顕微鏡的変化は、子宮頸部の上皮細胞 異形成、または表面の裏打ちであり、自覚症状を示さないことが多い。これらの変化の多くは、異常な変化を起こしやすい不安定な子宮頸部上皮の領域である扁平円柱接合部、または子宮頸部で起こる 。コイロサイト（koilocyte)など、HPV感染に関連する細胞の変化もCINによく見られる。HPV感染はCINの発症に必要であるが、HPV感染を有するほとんどの女性は悪性度の高い上皮内病変やがんを発症しない。HPVだけでは十分な原因とはならない。
100種類以上のHPVのうち、約40種類が肛門と生殖器領域の上皮組織に影響を与えることが知られており、悪性変化を引き起こす可能性は異なる 。

## 診断
Digene HPV test（QIAGEN HPV Test）と呼ばれるHPVのテストは非常に正確で、診断に必要な細胞診とHPV 検査の併用による一次スクリーニングである。最も重要なPap塗抹標本（組織構造ではなく細胞の検査を可能にするスクリーニング検査）を行うことができる。子宮頸部を拡大してみるカメラのコルポスコピーが疾患検出の標準。子宮頸がんおよびその前駆細胞を検出するためのパップテスト時の子宮頸管内を擦って細胞採取は、子宮がん、卵巣腫瘍に伴う腹部症状に対する医師/患者の警戒心とともに必要である。CINまたは子宮頸癌の診断には、組織学的分析のための生検が必要。

### 分類

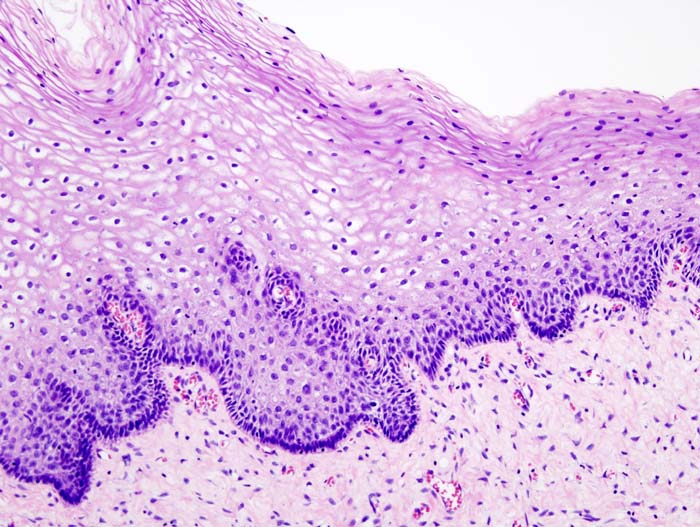
正常な頸部上皮

歴史的に、子宮頸部上皮細胞の異常な変化は、軽度、中等度、または重度の異形成として説明されていた。1988年に、アメリカ国立がん研究所は「頸部/膣の細胞診を報告するためのベセスダシステム（Bethesda System）」を開発した 。このシステムにより、異常な上皮細胞を定義し、標本の品質を判断するための統一された方法を提供し、臨床管理のための明確な指針を提供した。これらの異常は扁平上皮性または腺性として分類され、その後異形成の段階によってさらに分類された。異型細胞、軽度、中等度、重度、がん 。
いくつかの要因および病変の位置に応じて、CINは3段階のいずれかで発症し、進行または退行することがある。扁平上皮病変のグレードはさまざまである。
CINは次のように分類される： 
| 組織学グレード       | 対応する細胞診                   | 説明 | 画像 |
| -------------------- | -------------------------------- | --- | ---- |
| CIN 1（グレードI）   | 低悪性度扁平上皮内病変（ LSIL ） | - 軽度の異形成 - 上皮の基底1/3に限定 - 通常はHPV感染に対応する - 正常細胞への回帰率が高い - 通常期待通りに管理できる                                                                       |      |
| CIN 2/3              | 高悪性度扁平上皮内病変（ HSIL ） | - 組織学では容易に区別できない低悪性度病変と高悪性度病変の混在を表す - HSIL+ には、HSIL、AGC、およびがんが含まれる                                                                         |      |
| CIN 2（グレードII）  |                                  | - 上皮の基底2/3に限局した中等度の異形成 - 組織学では容易に区別できない低悪性度病変と高悪性度病変の混在を表す - CIN 2+には、CIN 2、CIN 3、上皮内腺癌（AIS）、およびがんが含まれる           |      |
| CIN 3（グレードIII） |                                  | - 上皮の2/3以上に及ぶ未分化の腫瘍性細胞を伴う重度の異形成 - 上皮の厚さすべてに異形成を示す場合もある - 上皮内子宮頸がんと呼ばれることがある - CIN 3+には、CIN 3、AIS、およびがんが含まれる |      |

### アメリカ病理学部
米国病理医協会（College of American Pathologists（CAP)）と米国コルポスコピー学会（American Society for Colposcopy and Cervical Pathology (ASCCP)）は、2012年、肛門と性器管のHPV関連扁平上皮病変を説明するための用語の変更を発表した：
CIN 1はLSIL。
高リスクHPVのマーカーであるp16陰性であるCIN 2は、LSIL。ｐ16陽性であるCIN 2はHSIL。
CIN 3はHSIL。

## スクリーニングと予防
利用可能な2つのスクリーニング方法は、パップテストとHPV検査である。
CINは通常、Pap塗抹標本（パップテスト）のスクリーニング検査によって発見される。このテストの目的は、変質帯の無作為抽出を通じて潜在的前がん性の変化を検出することである。パップテストの結果は、Bethesdaシステムを使用して報告することができる（上記参照）。この検査の感度と特異度は、検査の正確さを見た系統的レビューで、ムラがあることがわかっている。
パップテストで異常になった場合、子宮頸部の膣鏡検査（コルポスコピー）の勧告につながる可能性がある。異常な部位があれば採取し、生検する。。
HPV検査では、CINの原因となるほとんどのリスクの高いHPVタイプを識別できる。HPVスクリーニングは、パップテストとの同時に行われるか、または、パップテストで異常細胞が認められた後、反射細胞検査（reflex test）と呼ばれる検査で行うことができる。
スクリーニングの頻度は、ASCCPのガイドラインに基づいて変更される。世界保健機関（WHO)もまた、前がん性子宮頸部病変および子宮頸がんの予防のためのスクリーニングおよび治療ガイドラインを示している。

### 一次予防
HPVワクチン接種は、CINと子宮頸がんの両方の一次予防法である。
| ワクチン                                    | 防御できるHPV血清型                                                           | 接種対象者             | 回数 | 推奨時期                       |
| ------------------------------------------- | ----------------------------------------------------------------------------- | ---------------------- | ---- | ------------------------------ |
| ガーダシル - 4価                            | 6、11（性器疣贅（いぼ）を引き起こす）16、18（ほとんどの子宮頸癌の原因となる） | 9-26歳の女性および男性 | 3    | 性交渉開始前、または開始後すぐ |
| サーバリックス- 組み換えDNAワクチン（HPV4） | 16、18、31、45                                                                | 9-25歳の女性           | 3    | 性交渉開始前、または開始後すぐ |
| ガーダシル 9 - 9価ワクチン                  | 6、11、16、18、31、33、45、52、58（約15%の子宮頸がん）                        | 9-26歳の女性および男性 | 3    | 性交渉開始前、または開始後すぐ |

これらのワクチンは、がんを引き起こすことが知られているHPVの100%の種類に対して防御しないことに注意することは重要である。そのため、予防接種を受けた者も、スクリーニング検査受診は依然として推奨されている。

### 二次予防
CIN患者の場合の子宮頸がんの二次予防のアプローチは、モニタリングと治療による適切な管理である。

## 治療

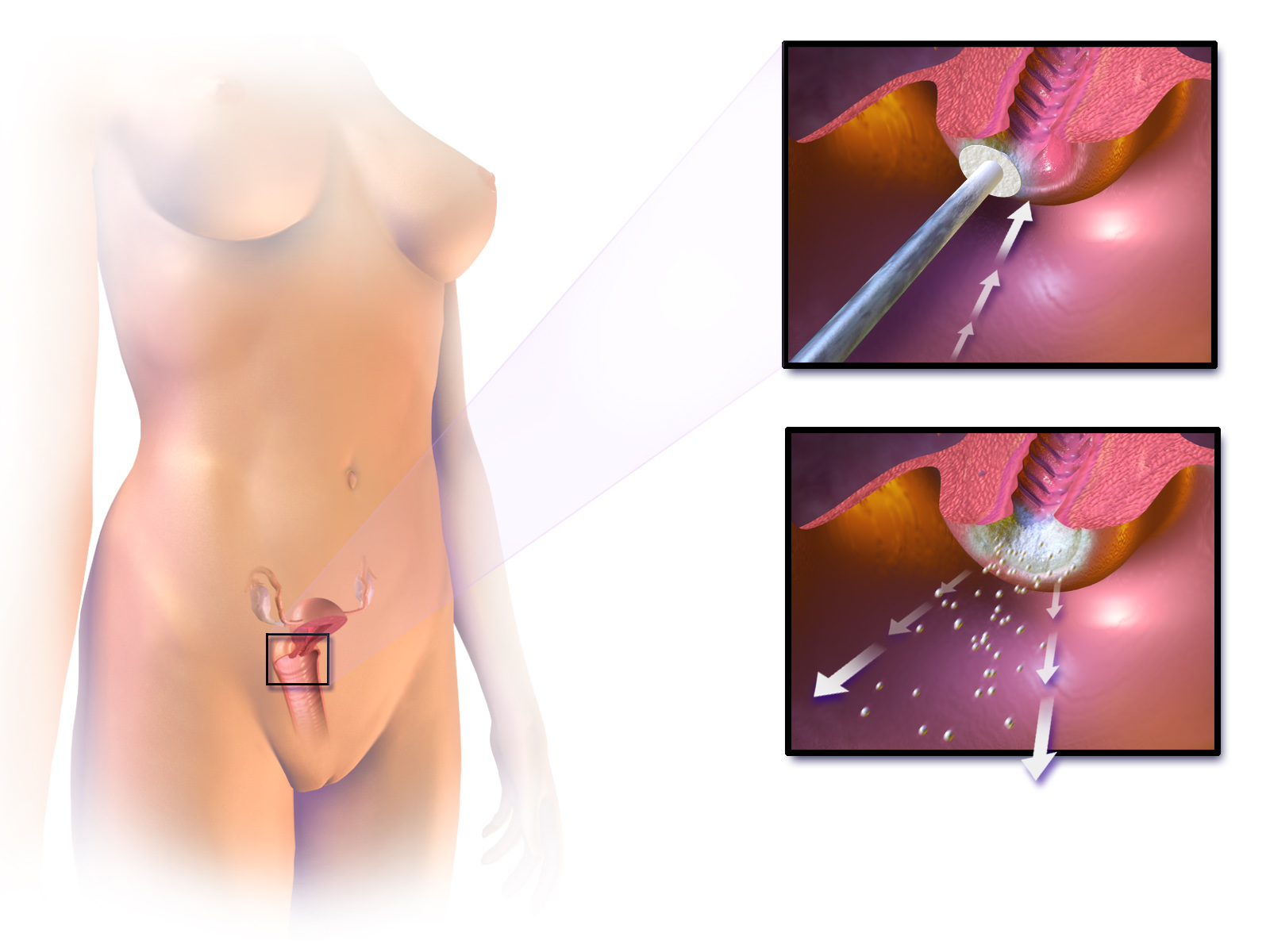
子宮頸管凍結療法

CIN 1、軽度の異形成の治療は、診断されてから2年未満の場合は推奨されてい ない。通常、生検でCIN 1が検出されると、その女性のHPV感染は12ヶ月以内に自然に治まる。したがって、治療よりもむしろ経過観察する 。若い女性では、CIN 2病変を綿密にモニターすることも妥当とされる 。
高悪性度CINの治療には、低温焼灼、電気焼灼、レーザー焼灼、ループ電気切除術（LEEP）、または頸椎円錐形成術による異常な子宮頸部細胞の除去または破壊が実施される。治療を行う典型的な閾値はCIN 2+であるが、若い人や妊婦の場合は、もっと早い段階で治療を行う場合がある。治療用ワクチンは現在臨床試験中である。CINの生涯再発率は約20%だが、元の感染の再発か、新しい感染によるものかは明らかではない。
CIN病変の外科的治療は、不妊リスクの増加と関連している。症例対照研究では、リスクが約2倍増加することがわかった。
妊娠中のCINの治療は早産のリスクを高める 。HIVとCIN 2+を持つ場合、2012年に更新された、ASCCPコンセンサスガイドライン（一般の人々のための勧告）に従って管理されるべきだ 。

## 結果
CINの症例は、グレード1-3を経てがんに向かって直線的に進行すると考えられてきた。
しかし、ほとんどのCINは自然に退行する。未治療のままで、CIN 1の約70%が1年以内に、90%は2年以内に退行するとされる。CIN 2の約50%は治療なしで2年以内に退行する。
上皮内子宮頸がん （CIS）への進行は、CIN 1の約11%およびCIN 2の22%で起こる。浸潤癌への進行は、CIN 1の約1%、CIN 2が5%、CIN 3が12%以上の場合に起こる。
がんへの進行は3年から40年の範囲で通常15年かかる。また、がんは最初に検出可能なCINグレードまで進行せずに発生する可能性があること、および高グレードの上皮内腫瘍が最初に低グレードとして検出されることなく発生する可能性があることを示唆する。
治療は妊娠の可能性には影響しないが、妊娠中期の流産のリスクを高める。

## 疫学
年間25万人から100万人のアメリカ人女性がCINと診断されている。女性はあらゆる年齢でCINを発症する可能性があるが、通常25-35歳の間で発症する 。米国において、スクリーニングを受けた人のCINの推定年間発生率は、CIN 1が4%、CIN 2およびCIN 3が5%である。